# Tetramorium sjostedti
Tetramorium sjostedti är en myrart som beskrevs av Auguste-Henri Forel 1915. Tetramorium sjostedti ingår i släktet Tetramorium och familjen myror. Inga underarter finns listade i Catalogue of Life.

## Bildgalleri

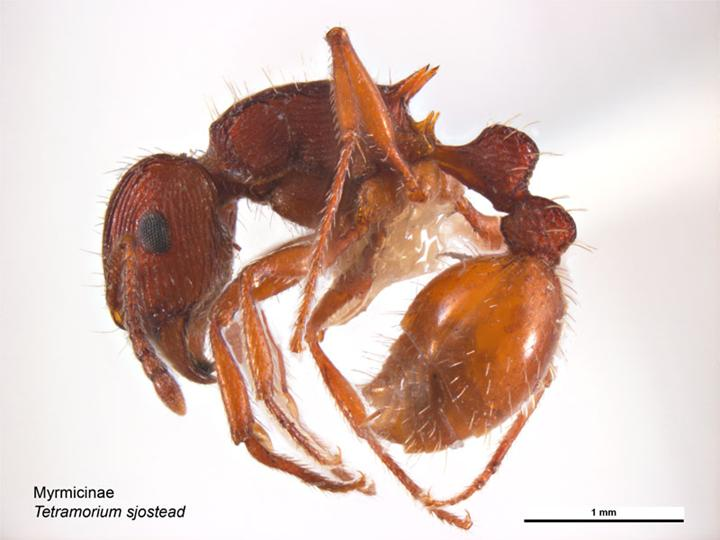